# ابوالقاسم امری شیرازی
ابوالقاسم امری شیرازی (وفات ۹۹۹ ق)، عالم، شاعر در دوره صفویان متخلص به امری است. وی در علوم غریبه دست داشت و به همین جهت به طریقهٔ نقطویه گرویده بود.

## زندگی‌نامه
ابوالقاسم امری شیرازی، گاه نامش را شیخ قاسم و شیخ ابوالقاسم کوهپایه ای ثبت و ضبط کرده‌اند؛ بعضی او را از شاعران اسماعیلی دانسته‌اند.
وی در علوم غریبه عالمی قوی‌پنجه بوده به طوری که می‌گویند او سر آمد همه علما در علوم خفیه، علم اعداد و علم اسرار نقطه بود، وی پرچم دار این علوم در آن عصر محسوب می‌شد. ایشان به خاطر این علوم غریبه به فرقهٔ حروفی و نقطویّه گرایش یافت و در اشعارش آشکارا از نورالدین (سی و پنجمین) و مراد میرزا (سی و ششمین) امامان فرقه اسماعیلیه نزاری ستایش کرده‌است.
علمای شیراز وقتی گرایش ایشان را به طریقه نقطویّه دیدند و ستایش ایشان را از امامان فرقه اسماعیلیه شنیده و خواندند، حکم به تکفیر و زندیق بودن ایشان نمودند که موجب مطرود شدن وی در بین عوام الناس مسلمان گردید، ولی وی همچنان در دربار شاه طهماسب صفوی جایگاه داشت و از شاعران قوی دربار به‌شمار می‌رفت. در این میان دشمنان و بدخواهان ایشان، نزد شاه طهماسب از وی بدگویی می‌کردند، آنقدر به بدگویی و نسبت‌های درست و نادرست به ایشان دادند که شاه طهماسب در ۹۳۲ ق دستور داد تا بر چشمان او میل کشیدند و او را از هر دو چشم کور کردند.
به گفته خودش سی سال در خدمت دربار صفویان بوده‌است و شاید کلمه «سی» به معنای مدت طولانی خدمت در دربار باشد. وی بعد از کور شدن این شعر را خطاب به شاه طهماسب صفوی سروده‌است:
| شاها ز لباس نور، عورم کردی      |  | وز درگه خود، به جور دورم کردی |
| سی سال همی مدح تو گفتم شب و روز |  | این جائزه ام بود که کورم کردی |

امری شیرازی بعد از نابینا شدن به دستور شاه طهماسب صفوی زندانی شد و مدت طولانی در زندان و در وضعیت بسیار بدی بسر می‌برد، در این مدت برای دوستان درباری اش پیام می‌فرستاد تا نزد شاه وساطت کنند و برایش عفو بگیرند.
در نهایت دوستان او نزد شاه طهماسب وساطت کردند تا اینکه او آزاده شده و ۶۷ سال به صورت نابینای کامل زندگی نمود.
امری بعد از کور شدن منزوی شده و در انزوا زندگی می‌کرد. هر چند مدت طولانی در دوران کوری زندگی کرد ولی هرگز به دربار راه نیافت.
از سوی دیگر، فرقه اسماعیلیان، ایشان را هم کیش خود می‌خواندند و ایشان نیز با صراحت آن‌ها را رد نکرده، در نتیجه در بین مردم جایگاهی نداشت. با این شرایط زندگی می‌گذارند
در سال ۹۹۹ قمری، بعضی از مردم شیراز به او حمله کردند و ایشان را کشتند. وی در هنگام حمله مردم، این شعر را سروده و برای خواجه محمود دهداری که از دوستان صمیمی اش بود فرستاد.
| نقص اگر دید ابوجهل، نبود آن ز نبی |  | عکس خود بود که در آینهٔ احمد دید |
| کاملان بحر محیط اند و سگان جهالند |  | کی شود بحر محیط از دهن کلب پلید |

## دیدگاه‌ها و گزارشها
در منابع زیر از امری شیرازی یاد شده و در مورد زندگی‌نامه و وقایع رفته بر او شرح داده شده‌است:
- لغت نامه دهخدا ذیل کلمه امری
- دائرةالمعارف تشیع، ص ۵۰۱ و ۵۰۲
- کتاب اثر آفرینان، ج۱، ص ۳۰۳
- کتاب تذکره ریاض العارفین، نوشته رضا قلی هدایت، ص ۶۰۵
- کتاب دانشمندان و سخن سرایان فارس، نوشته رکن زاده، ص ۳۲۳ الی ۳۲۵
- کتاب مرآت الفصاحه، ص ۶۳ و ۶۴
- کتاب نوابغ و مشاهیر معلول جهان، منصور برجیان، ص ۵۱ و ۵۲
- کتاب سخنوران نابینا یا کوران روشن بین (شاعران کور)، نوشته مشیر سلیمی، ص ۱۴۴
- کتاب معلولین نامدار ایران و جهان، ص ۴۳ و ۴۴
- تذکره هفت اقلیم، ج ۲، ص ۹۸۵ و ۹۸۶
- فارسنامه ناصری، ج ۲، ص ۱۱۵۶
- تاریخ نظم و نثر در ایران و در زبان فارسی از آغاز تا پایان قرن دهم هجری، ج ۱، ص ۷۰۹

## آثار
از ایشان چند اثر بر جا مانده‌است:
1. دیوان اشعار
2. رساله ای در ذکر و فکر
3. رساله ای در جواب مرآت الصّفا
4. رساله ای در علم اعداد و اسرار نقطه

همچنین کتاب امری شیرازی، شاعر مُکَفَر توسط دفتر فرهنگ معلولین در سال ۱۳۹۱ در مورد این شاعر و عالم و منتخبی از اشعارش به چاپ رسیده‌است.